# 4.º Xou da Xuxa
4.º Xou da Xuxa é o quinto álbum de estúdio da artista musical e apresentadora brasileira Xuxa. O seu lançamento ocorreu em 11 de julho de 1989. Este projeto integra a coleção Xou da Xuxa, que conta com um total de sete álbuns. Destaca-se como o quarto disco que mais vendeu na carreira de Xuxa, superado apenas pelo Xou da Xuxa 3 (1988), Xegundo Xou da Xuxa (1987) e o Xuxa (1989)
Algumas de suas faixas, como "Bobeou Dançou", "Tindolelê", "Milagre da Vida" e "Dinda ou Dindinha", continuam a fazer sucesso e são lembradas até hoje. O álbum vendeu mais de 3 milhões de cópias, sendo 2 milhões apenas na pré-venda, o que resultou em diversas certificações e o consagrou como o disco mais vendido do Brasil em 1989. Além disso, tornou-se um dos álbuns mais vendidos de todos os tempos em solo brasileiro.

## Produção
Inicialmente, o 4º Xou da Xuxa estava agendado para lançamento em 25 de junho de 1989, conforme divulgado por Michael Sullivan em um programa daquele ano. Foram gravadas 18 músicas, mas apenas 14 faixas foram incluídas no álbum, que foi lançado exatamente um ano após o Xou da Xuxa 3.
A canção "Recado para Xuxa" foi gravada para o especial de aniversário da apresentadora, quatro meses antes do lançamento, tornando-se a primeira música do álbum a ser divulgada. Embora "Vem Dançar Comigo" fosse uma das promessas do disco, sua popularidade foi superada por "Tindolelê" e "Dinda ou Dindinha". Essa última foi regravada pelas Paquitas New Generation em 1997. Para a divulgação, foram produzidos videoclipes para "Remelexuxa", "Milagre da Vida" e "Tindolelê".

## Lançamento e recepção
O 4º Xou da Xuxa foi lançado em 11 de julho de 1989 e vendeu 2 milhões e 900 mil cópias inicialmente, tornando Xuxa a maior vendedora de discos do Brasil naquele ano. Atualmente, o álbum ultrapassa 3 milhões de cópias comercializadas. Em 29 de julho de 1989, o projeto atingiu a primeira posição na lista dos álbuns mais vendidos da semana publicada pelo Grupo Folha, com dados fornecidos pelo instituto Nelson Oliveira Pesquisa e Estudo de Mercado (Nopem).
O disco apresenta canções famosas como "Tindolelê", um dos temas do programa, e "Bobeou Dançou", que originou um quadro de sucesso que se tornou um programa independente nas tardes de domingo. Outras faixas memoráveis incluem "Dinda ou Dindinha", "Milagre da Vida" e "Passatempo". O álbum foi relançado em 1996 e 2006, e em 2013, a Som Livre, em parceria com a Xuxa Produções, lançou a coleção Xou da Xuxa + CD inédito Seleção Fãs, um box que reúne todos os sete discos da época do programa, além de um CD com músicas inéditas escolhidas pelos fãs. Em 2025 a Pro-Música Brasil (PMB) auditou a venda de 2 milhões de exemplares com a emissão de dois certificados de diamante.

## Turnê
O 4º Xou da Xuxa Tour, também conhecida como Xou da Xuxa 89 Tour, foi a terceira turnê da artista, baseada em seu álbum homônimo. A turnê percorreu várias cidades do Brasil, incluindo Salvador, Natal, Brasília, Rio de Janeiro, São Paulo, Angra dos Reis e Feira de Santana. Além disso, os shows internacionais ocorreram na Cidade do México, Guadalajara, Buenos Aires, Santiago e Córdoba. A turnê teve início em 5 de agosto de 1989 e se encerrou em 10 de dezembro do mesmo ano.

## Lista de faixas
Todas as canções produzidas por Michael Sullivan e Paulo Massadas.
| N.º            | Título                                                    | Compositor(es)                                            | Duração |  |
| 1.             | "Tindolelê"                                               | Cid Guerreiro Dito                                        | 4:04    |  |
| 2.             | "Bobeou Dançou"                                           | Michael Sullivan Paulo Massadas                           | 3:52    |  |
| 3.             | "Conte Comigo"                                            | Prêntice Ronaldo Monteiro de Souza                        | 3:54    |  |
| 4.             | "Dinda ou Dindinha"                                       | Osmar Osman Hélio Makumba                                 | 3:38    |  |
| 5.             | "Namorar"                                                 | Ed Wilson Paulo Sérgio Vale                               | 3:44    |  |
| 6.             | "Milagre da Vida"                                         | Sullivan Massadas                                         | 4:00    |  |
| 7.             | "Recado pra Xuxa" (cantada por Amanda do Trem da Alegria) | Sullivan Massadas                                         | 2:45    |  |
| 8.             | "Remelexuxa"                                              | Chico Roque Aylson Shalon                                 | 3:55    |  |
| 9.             | "Vem Dançar Comigo"                                       | Zá Henrique Robertinho do Recife Ângela Matos Val Martins | 4:05    |  |
| 10.            | "Dona Girafa"                                             | Rubens Alexandre                                          | 4:00    |  |
| 11.            | "Previsão do Tempo (Sol ou Chuva)"                        | Sullivan Massadas                                         | 3:16    |  |
| 12.            | "Passatempo"                                              | Michel Bijou Guilherme Jr.                                | 3:04    |  |
| 13.            | "Estrelinha"                                              | Sullivan Massadas                                         | 3:33    |  |
| 14.            | "Alerta"                                                  | César Costa Filho                                         | 3:50    |  |
| Duração total: | Duração total:                                            | Duração total:                                            | 51:57   |  |

## Créditos
- Letra e Música: Michael Sullivan e Paulo Massadas
- Interprete: Xuxa Meneghel
  - Gentilmente cedida pela SIGLA - Sistema Globo de Gravações Áudiovisuais LTDA.
  - Todos direitos reservados de Xuxa PROM, e PROD, Artísticas LTDA
- Produzido por: Michael Sullivan e Paulo Massadas
- Coordenação Artística: Max Pierre
- Fotos: André Wanderley
- Assistentes de Estúdio e Mixagem: Cezar Barbosa, Ivan Carvalho, Sergio Rocha, Marquinhos, Julio Martins, Alexandre Ribas
- Engenheiro de gravação e mixagem: Jorge 'Gordo' Guimarães
- Coordenação Gráfica: Marciso Pena Carvalho
- Gravado nos estúdios: SIGLA
- Edição e Montagem: Jorge ‘Gordo’ Guimarães
- Criação e Ilustrações: Reinaldo Waisman
- Engenheiros adicionais (Som Livre): Edu, Luiz Paulo, D’Orey, Mario Jorge, BetoVaz, Célio Martins

## Desempenho comercial
| País — Tabela musical (1989) | Posição de pico |
| ---------------------------- | --------------- |
| Brasil (Nopem)               | 1               |

| País — Tabela musical (1988) | Posição |
| ---------------------------- | ------- |
| Brasil (Nopem)               | 14      |

| Região                     | Certificação | Vendas    |
| -------------------------- | ------------ | --------- |
| Brasil (Pro-Música Brasil) | 2× Diamante  | 3,000,000 |